# Fritz Czermak
Fritz Czermak (24. března 1894 Prijedor – 9. dubna 1966 Vídeň) byl sudetoněmecký právník a politik, za druhé světové války vládní komisař Olomouce.

## Biografie
Jeho otec byl poštovní úředník, který svou službu vykonával v různých částech monarchie. Fritz Czermak se tak narodil v Bosně, ale mládí prožil už v Olomouci, kde také vystudoval německou reálku. Poté se chtěl věnovat germanistice na Vídeňské univerzitě, ale během první světové války musel studium přerušit a nastoupil do armády. Po válce přešel na právnickou fakultu a po jejím absolvování roku 1922 byl advokátním koncipientem u dr. Theimera v Olomouci. Po třech letech si otevřel vlastní kancelář, působil především jako obhájce ve věcech trestních. Velmi se angažoval i ve veřejném životě, byl předsedou bruslařského spolku Eislaufverein Olmütz a v roce 1935 vstoupil do SdP, od roku 1939 pak byl členem NSDAP.
V roce 1939 byl jmenován vládním komisařem Olomouce, ale ke konci roku 1941 na nátlak stranických nadřízených, kteří jej považovali za příliš mírného, odstoupil a mezi lety 1942–1943 sloužil jako voják u protiletecké ochrany německých letišť. Od roku 1943 do 1945 vedl opět advokátní kancelář a zastupoval hlavně Čechy. Po válce byl odsunut do Sovětského svazu, odkud se dostal zpět do Olomouce na žádost československé justice. Lidový soud jej ale v únoru 1947 osvobodil, protože jako advokát zachránil mnoho lidských životů. Poté byl odsunut do Hesenska v západním Německu. V SRN se také politicky angažoval. Byl poslancem Německého spolkového sněmu za Gesamtdeutscher Block/Bund der Heimatvertriebenen und Entrechteten (GB/BHE) a později za FDP. Od roku 1950 do své smrti vedl Heimatverband Olmütz und Mittelmähren (Domovský svaz Olomouce a střední Moravy).